# Friedenskirche (Flensburg)
Koordinaten: 54° 45′ 19,4″ N, 9° 24′ 26″ O

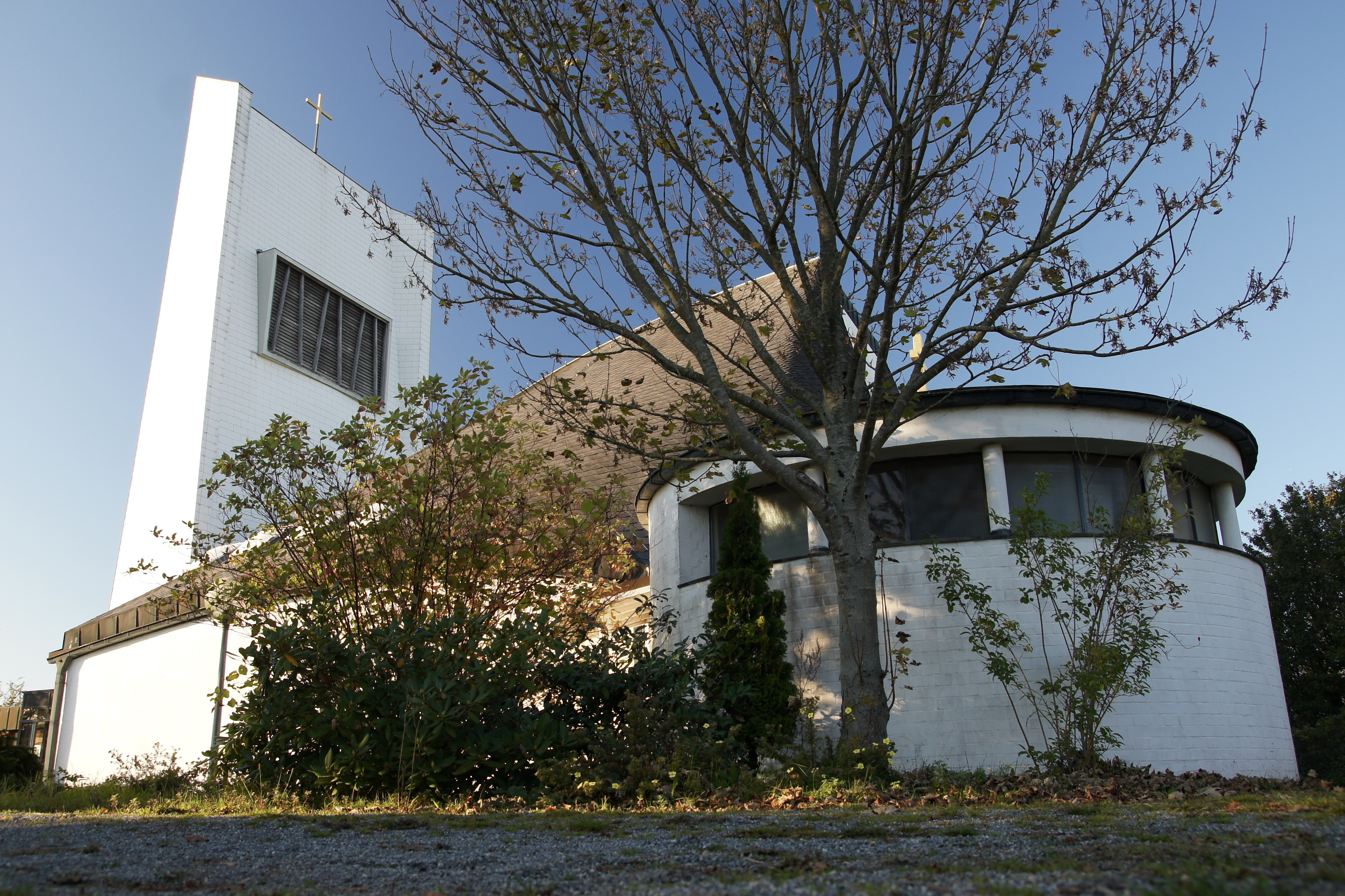
Die Friedenskirche 2011

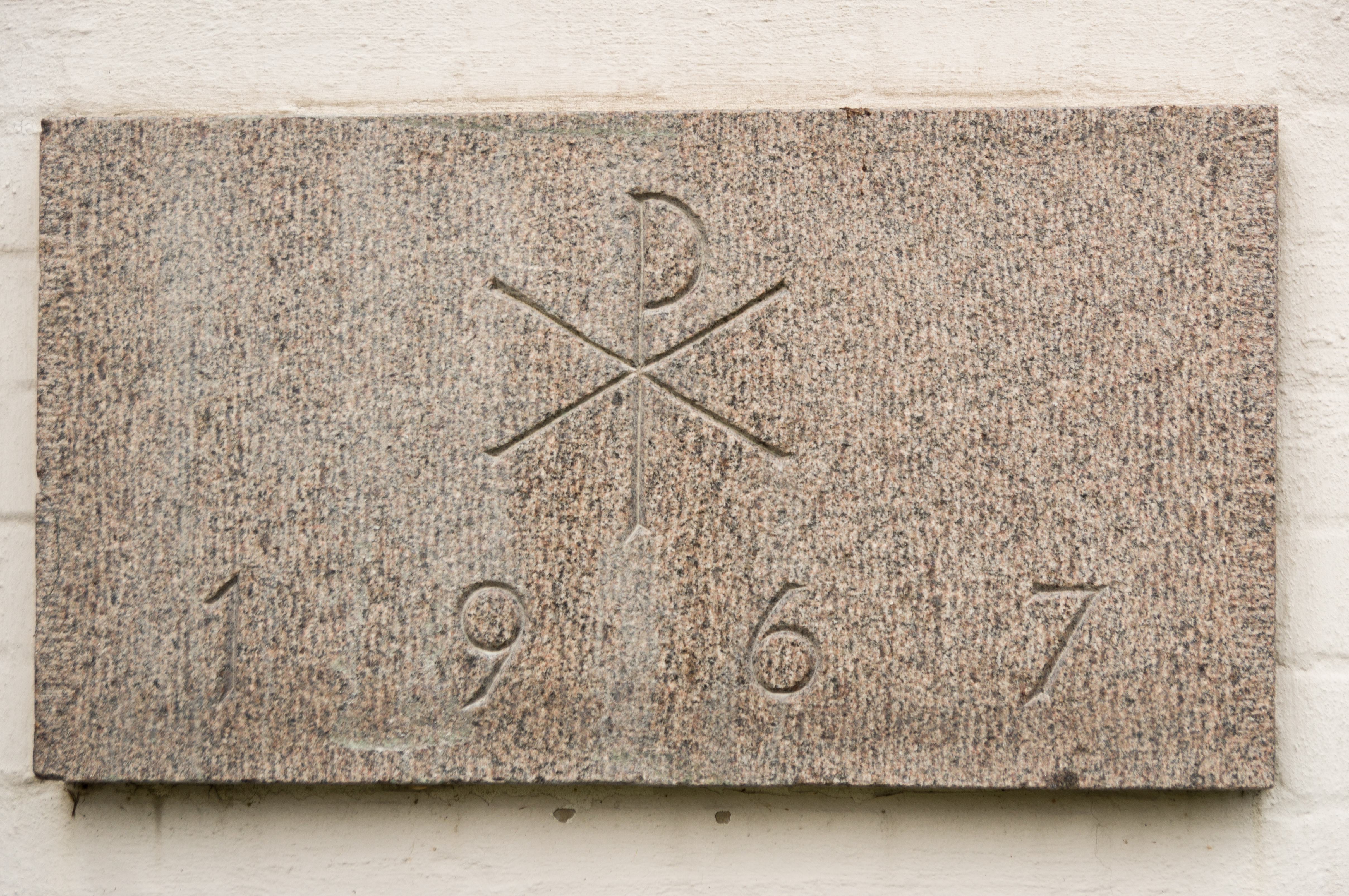
Jahresstein mit dem Jahr der Erbauung

Die Friedenskirche im Flensburger Stadtteil Weiche gehört der evangelisch-lutherischen Kirche Norddeutschlands. Sie wurde 1966/67 am Ochsenweg Nr. 4 errichtet und gehört heute zu den Kulturdenkmalen des Stadtteils.

## Hintergrund

### Entstehung der Kirche
Die evangelische Kirchengemeinde Flensburg-Weiche erlangte im Jahr 1954 ihre Selbstständigkeit. Zuvor gehörte sie zur Kirchengemeinde St. Nikolai. Erster Pastor wurde Hermann Hand. Die Gottesdienste fanden zu dieser Zeit in der Heilandskapelle statt.
1966/67 wurde auf einem freien Hügel östlich von Weiche für die größer gewordene Kirchengemeinde die Friedenskirche errichtet. Das geplante umliegende Wohnviertel wurde bisher jedoch nicht realisiert. Nach dem Bau der neuen Kirche wurde die Heilandskapelle im Jahr 1968 von der Kirchengemeinde aufgegeben und an die Stadt verkauft.

### Architektur und Ausstattung
Die Kirche wurde von Gerhard Langmaack als einer seiner letzten Kirchbauten errichtet und bildet damit sein architektonisches „Vermächtnis“. Sie besteht aus einem weiß geschlämmten Backsteinbau mit herzförmiger Gestalt, in Anlehnung an das Bibelwort: „Gott ist die Liebe“ (1 Joh 4,16 ), und einem weithin sichtbaren weißen Stahlbetonturm mit einem Kreuz als Spitze. Im Inneren ist die Kirche modern gestaltet. Besonders fällt das Altarkreuz von Ernst Günter Hansing auf.

## Glocken
Im Turm der Friedenskirche hängt ein besonderes Quartett. Es wurde von Friedrich Wilhelm Schilling in Heidelberg gegossen. Die vier Bronzeglocken mit den Tönen g' a' b' und c" erklingen in der seltenen Melodielinie des Tui sunt caeli.

### Die Kirchengemeinde bis zum Ende des 20. Jahrhunderts
Pastor Hermann Hand leitete die Kirchengemeinde bis ins Jahr 1976.

### Die Kirche heute
Der Architekt Edgar Asmussen war 2001 für die Gemeindehauserweiterung zuständig. Nahe der Kirche befindet sich heute zudem der Evangelisch-lutherische Kindergarten Flensburg-Weiche. Von den Gemeindemitgliedern wird die Kirche kurz und liebevoll „Frieda“ genannt. 2007 wurde die Friedenskirche ins  Denkmalbuch des Landes eingetragen.